# Mansuetus

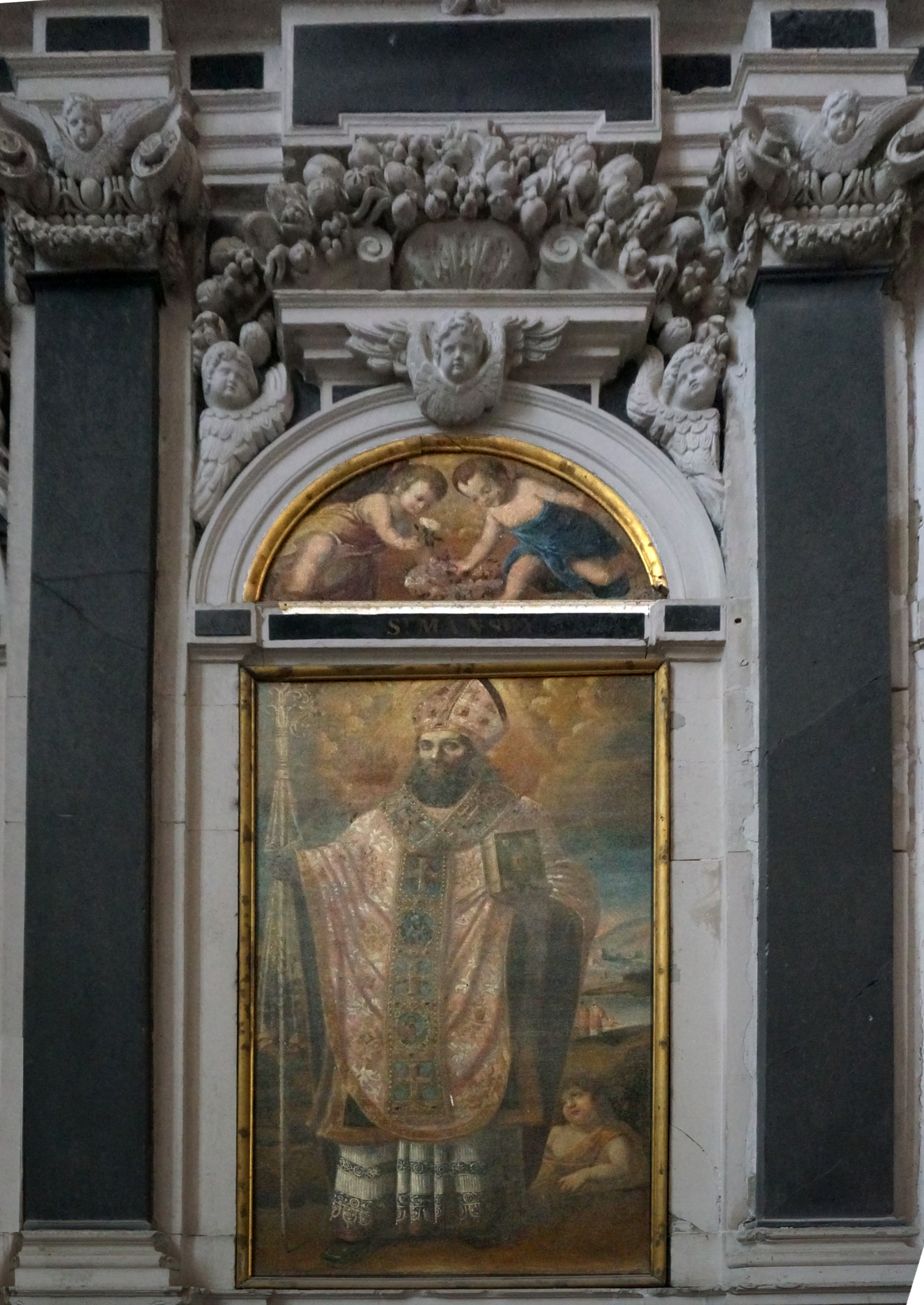
St. Mansuetus, erster Bischof von Toul

Der heilige Mansuetus (frz. Mansuy; † 375 in Toul) war angeblich der erste Bischof von Toul. Sein Name bedeutet der Sanftmütige.

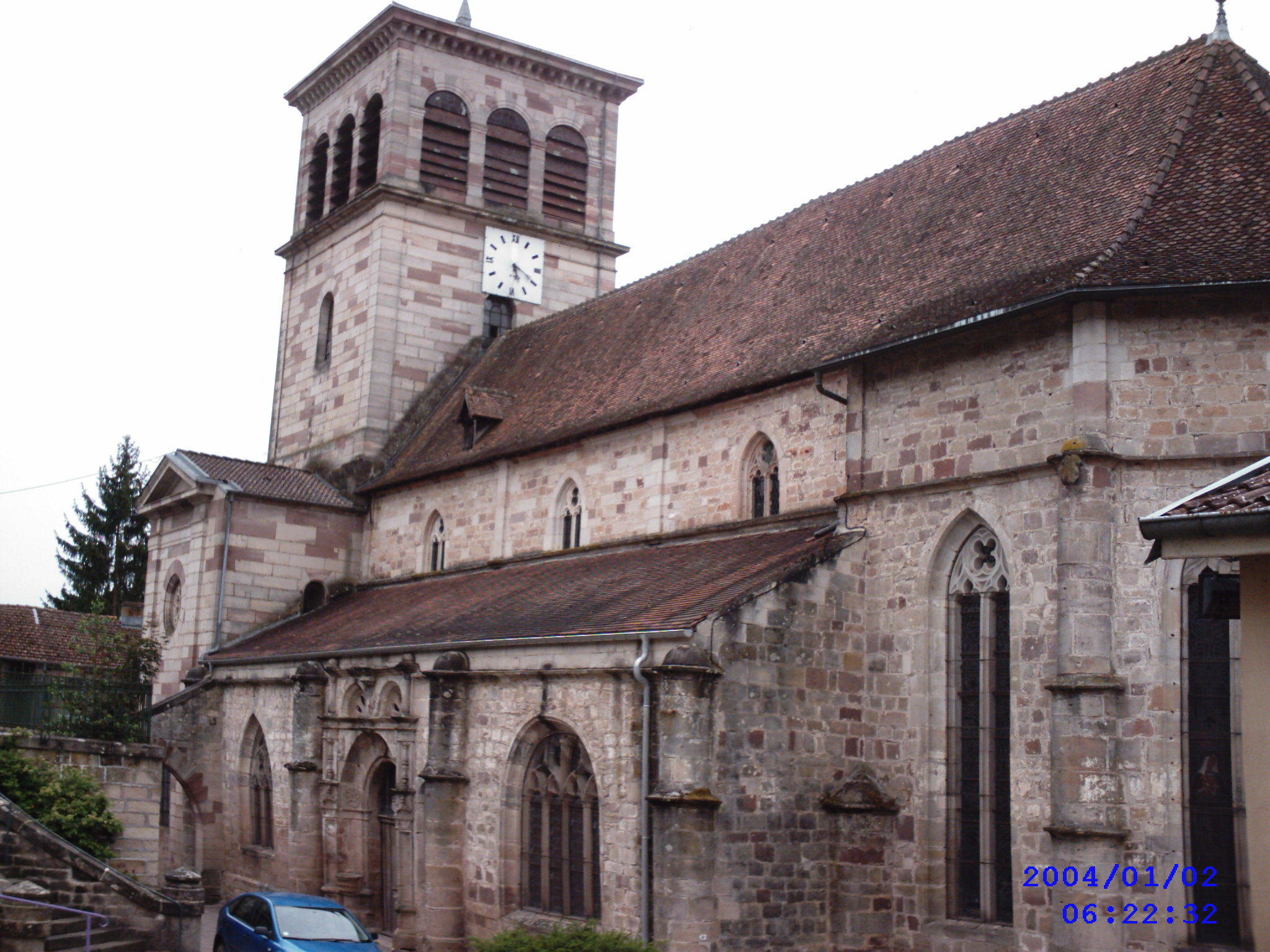
Kirche Saint Mansuy Fontenoy-le-Château

Mansuetus, ein gebürtiger Schotte, in Rom zum Priester geweiht, soll auf Anregung des in Trier residierenden Kaisers Constans von Papst Damasus I. zur Verbreitung des christlichen Glaubens nach Toul entsandt worden sein. Er gilt als Begründer der Diözese Toul und soll sich große Verdienste um das Bistum erworben haben.
Er starb im Jahr 375 und wurde in der von ihm gegründeten Kirche St. Peter beigesetzt. Schon bald nach seinem Tod war sein Grab Ziel frommer Wallfahrer. Der Hl. Martin von Tours besuchte seine Grabstätte auf dem Weg nach Trier (384/386). Über seinem Grab errichtete Bischof Gerhard I. von Toul im 10. Jahrhundert das Kloster St. Mansuy.
Er wurde heiliggesprochen, wird als Prediger, der Tote zum Leben erweckt, dargestellt und sein Gedenktag wird am 3. September gefeiert. Der Heilige wird nicht nur in Frankreich verehrt, sondern auch in Trier und Mainz. Er ist Patron einiger Kirchen in Deutschland, zum Beispiel der Pfarrkirche von Biederbach.